# (1082) Pirola
(1082) Pirola – planetoida z pasa głównego asteroid okrążająca Słońce w ciągu 5 lat i 190 dni w średniej odległości 3,12 au. Została odkryta 28 października 1927 roku w Landessternwarte Heidelberg-Königstuhl w Heidelbergu przez Karla Reinmutha. Nazwa planetoidy pochodzi od łacińskiej nazwy rodzaju rośliny gruszyczka. Przed nadaniem nazwy planetoida nosiła oznaczenie tymczasowe (1082) 1927 UC.